# فرودگاه اوزیک-پونیکوه

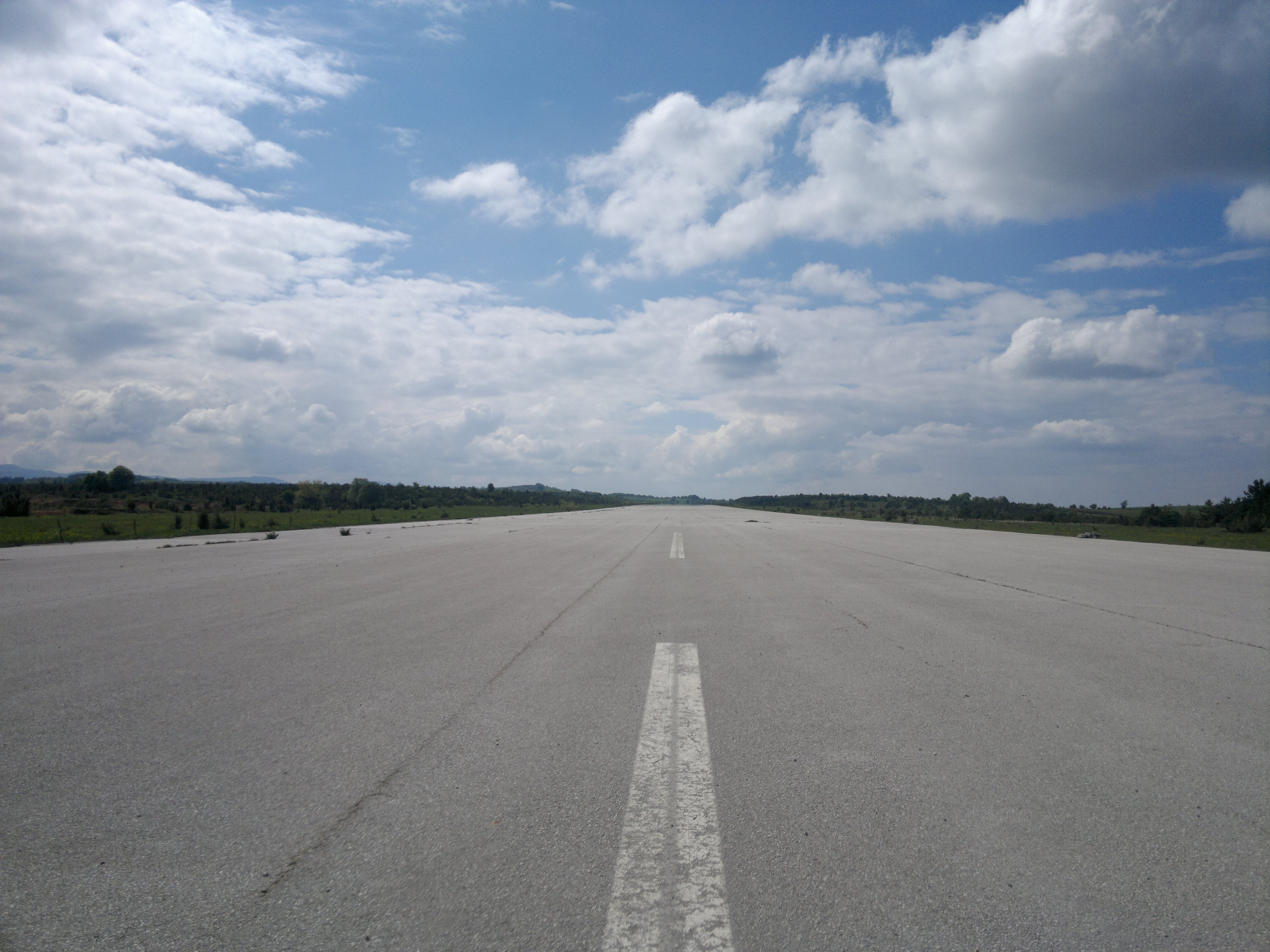
تصویر لاین پرواز فرودگاه اوزیک-پونیکوه

فرودگاه اوزیک-پونیکوه  (به انگلیسی: Užice-Ponikve Airport) یک فرودگاه غیرنظامی/نظامی با کد یاتا UZC است که یک باند فرود بتن و آسفالت دارد و طول باند آن ۳۲۰۰ متر است. این فرودگاه در کشور صربستان قرار دارد و در ارتفاع ۹۰۰ متری از سطح دریا واقع شده است.